# XSPB 10: Baixinhos, Bichinhos e +
XSPB 10: Baixinhos, Bichinhos e +, também conhecido como Xuxa só para Baixinhos 10, é o décimo sétimo álbum de vídeo e o trigésimo terceiro álbum de estúdio da cantora e apresentadora brasileira Xuxa. Lançado pela Sony Music em 29 de agosto de 2010, este álbum marca o décimo da coleção Só para Baixinhos. Produzido por Luiz Cláudio Moreira e Mônica Muniz, com direção geral de Paulo de Barros, o projeto celebra os 10 anos da série XSPB.

## Lançamento
XSPB 10: Baixinhos, Bichinhos e + foi lançado em 29 de agosto de 2010, nos formatos DVD, DVD+CD e Blu-Ray, sendo o primeiro da coleção "Xuxa só para Baixinhos" a não ter versão física em CD. Este álbum marcou a segunda colaboração da série com a Sony Music, após a saída de Xuxa da Som Livre, que lançou os primeiros oito volumes. Em 2011, a edição em Blu-Ray foi lançada. Para envolver o público infantil, Xuxa promoveu uma ação onde foram coletadas imagens e vídeos de crianças, que foram inseridos nas transições entre as músicas e nos créditos do DVD, além das galerias de fotos nos menus.
Nesta edição do XSPB, Xuxa criou uma promoção para incluir o público infantil que já acompanhava seus projetos anteriores no DVD. Foram solicitadas imagens e vídeos de crianças cantando, dançando, brincando e se divertindo, que foram posteriormente integrados nas transições entre as músicas e nos créditos do DVD, além de aparecerem nas galerias de fotos dos menus.

## Recepção comercial
O álbum Baixinhos, Bichinhos e + conquistou três discos de platina pela Pro-Música Brasil, vendendo mais de 150.000 unidades em DVD, totalizando 440.000 cópias. Em 2010, o DVD ficou em 4º lugar na lista dos mais vendidos, sendo o 2º DVD inédito mais vendido do ano. As músicas mais populares incluem "Choco Chocolate", "Peito, Estala, Bate", "A Dança do Pinguim", "Salada de Frutas", "Você Vai Gostar de Mim", "Massinha" e a regravação de "O Leãozinho" com Maria Gadú. No mesmo ano, Xuxa participou do Domingão do Faustão para divulgar os volumes 9 e 10 do Só Para Baixinhos, recebendo uma placa comemorativa pelas mais de 8.000.000 de cópias vendidas desde o início do projeto.

## Lista de faixas
| N.º            | Título                                                                | Compositor(es) | Duração |  |
| 1.             | "Choco Chocolate (Chocolate (Choco Choco))"                           | Bruce Hammond Earlam John Ned Irving Versão: Vanessa Alves                                                                                         | 3:17    |  |
| 2.             | "Peito, Estala, Bate"                                                 | Ary Sperling Vanessa Alves | 2:20    |  |
| 3.             | "A Dança do Pinguim (Tem Que Dançar Assim)"                           | Vanessa Alves Maurício Gaetani | 2:14    |  |
| 4.             | "O Txutxucão já Chegou"                                               | Ary Sperling Vanessa Alves Rogério Meanda | 2:07    |  |
| 5.             | "Pizza"                                                               | Vanessa Alves Rafael Sperling | 2:15    |  |
| 6.             | "Pot-Pourri Comidas: Comer Comer / Pipoca / Quem Quer Pão?"           | Luis Gómez Escolar Honorio Herrero Versão: Elzo Augusto em "Comer Comer" Alvaro Socci Cláudio Matta em "Pipoca" Tuza J. Corrêa em "Quem Quer Pão?" | 3:34    |  |
| 7.             | "Salada de Frutas"                                                    | Vanessa Alves Leonardo Sperling | 1:52    |  |
| 8.             | "Pot-Pourri Bichos: O Elefante Feliz / Serenata do Grilo / Croc Croc" | Michael Sullivan Carlos Colla em "O Elefante Feliz" Michael Sullivan Dudu Falcão em "Serenata do Grilo" Rubens Alexandre em "Croc Croc"            | 4:07    |  |
| 9.             | "Você Vai Gostar de Mim"                                              | Marcelo Brandão Cláudio Leite | 2:18    |  |
| 10.            | "Sopa de Letrinhas"                                                   | Ary Sperling Vanessa Alves Rogério Meanda | 1:53    |  |
| 11.            | "Massinha"                                                            | Vanessa Alves Leandro Barros Kátia Pereira | 2:38    |  |
| 12.            | "Careta de Limão"                                                     | Vanessa Alves Leonardo Sperling | 1:53    |  |
| 13.            | "A Lebre e a Tartaruga"                                               | Vanessa Alves Leonardo Sperling | 2:01    |  |
| 14.            | "A Canção do Elefante (The Elephant Song)" (com Victor & Leo)         | Eric Herman Roseann Endres Versão: Vanessa Alves                                                                                                   | 3:32    |  |
| 15.            | "O Leãozinho" (com Maria Gadú)                                        | Caetano Veloso | 3:15    |  |
| 16.            | "Hora de Sonhar"                                                      | Ary Sperling Vanessa Alves | 3:32    |  |
| Duração total: | Duração total:                                                        | Duração total: | 42:57   |  |

| DVD            | | |         |  |
| N.º            | Título | Compositor(es) | Duração |  |
| 1.             | "Introdução" | | 0:47    |  |
| 2.             | "Pot-Pourri Comidas: Comer Comer / Pipoca / Quem Quer Pão?" | Luis Gómez Escolar Honorio Herrero Versão: Elzo Augusto em "Comer Comer" Alvaro Socci Cláudio Matta em "Pipoca" Tuza J. Corrêa em "Quem Quer Pão?" | 3:38    |  |
| 3.             | "Passagem (Pinguim)" | | 0:30    |  |
| 4.             | "A Dança do Pinguim" (Tem Que Dançar Assim) | Vanessa Alves Maurício Gaetani | 2:18    |  |
| 5.             | "Passagem (Comidas Saudáveis)" | | 0:30    |  |
| 6.             | "Salada de Frutas" | Vanessa Alves Leonardo Sperling | 1:57    |  |
| 7.             | "Passagem (Alface)" | | 0:28    |  |
| 8.             | "A Lebre e a Tartaruga" | Vanessa Alves Leonardo Sperling | 2:06    |  |
| 9.             | "Passagem (Limão)" | | 0:27    |  |
| 10.            | "Careta de Limão" | Vanessa Alves Leonardo Sperling | 1:53    |  |
| 11.            | "Passagem (Elefante)" | | 0:32    |  |
| 12.            | "A Canção do Elefante (The Elephant Song)" (com Victor & Leo) | Eric Herman Roseann Endres Versão: Vanessa Alves                                                                                                   | 3:39    |  |
| 13.            | "Passagem (Dança)" | | 0:30    |  |
| 14.            | "Peito, Estala, Bate" | Ary Sperling Vanessa Alves | 2:25    |  |
| 15.            | "Passagem (Chocolate)" | | 0:28    |  |
| 16.            | "Choco Chocolate (Chocolate (Choco Choco))" (com Marcelo Torreão) | Bruce Hammond Earlam John Ned Irving Versão: Vanessa Alves                                                                                         | 3:21    |  |
| 17.            | "Passagem (Animais)" | | 0:27    |  |
| 18.            | "Pot-Pourri Bichos: O Elefante Feliz / Serenata do Grilo / Croc Croc" | Michael Sullivan Carlos Colla em "O Elefante Feliz" Michael Sullivan Dudu Falcão em "Serenata do Grilo" Rubens Alexandre em "Croc Croc"            | 4:11    |  |
| 19.            | "Passagem (Pizza)" | | 0:27    |  |
| 20.            | "Pizza" | Vanessa Alves Rafael Sperling | 2:20    |  |
| 21.            | "Passagem (Cachorros)" | | 0:29    |  |
| 22.            | "O Txutxucão já Chegou" | Ary Sperling Vanessa Alves Rogério Meanda | 2:13    |  |
| 23.            | "Passagem (Diferenças)" | | 0:32    |  |
| 24.            | "Você Vai Gostar de Mim" | Marcelo Brandão Cláudio Leite | 2:22    |  |
| 25.            | "Passagem (Golfinho)" | | 0:30    |  |
| 26.            | "Massinha" | Vanessa Alves Leandro Barros Kátia Pereira | 2:33    |  |
| 27.            | "Passagem (Sopa)" | | 0:25    |  |
| 28.            | "Sopa de Letrinhas" | Ary Sperling Vanessa Alves Rogério Meanda | 1:58    |  |
| 29.            | "Passagem (Leão)" | | 0:28    |  |
| 30.            | "O Leãozinho" (com Maria Gadú) | Caetano Veloso | 3:21    |  |
| 31.            | "Passagem (Sonhar)" | | 0:27    |  |
| 32.            | "Hora de Sonhar" | Ary Sperling Vanessa Alves | 3:37    |  |
| 33.            | "Créditos" (Pot-Pourri: Comer Comer / Pipoca / Quem Quer Pão (Instrumental))                                                                                               | | 3:33    |  |
| 34.            | "Créditos" (Você Vai Gostar de Mim / Sopa de Letrinhas / Massinha / Pot-Pourri Bichos (O Elefante Feliz / Serenata do Grilo / Croc Croc) / Choco Chocolate (Instrumental)) | | 12:48   |  |
| Duração total: | Duração total: | Duração total: | 1:07:29 |  |

## Créditos e equipe
- Direção Geral e Artística: Xuxa Meneghel
- Direção: Paulo de Barros
- Produção: Luiz Cláudio Moreira e Mônica Muniz
- Direção de Produção: Junior Porto
- Produção Musical: Ary Sperling
- Coordenação Musical: Vanessa Alves
- Direção de Fotografia: André Horta
- Cenografia: Lueli Antunes
- Produção de Arte: Flávia Cristofaro
- Design Gráfico: Duda Souza e Rodrigo Lima
- Animação Stop Motion: Quiá Rodrigues
- Animação 3D: Valerycka Rizzo
- Coreografias: Wagner Menezes (Fly)
- Figurino: Cristina Gross
- Maquiagem: Fábio Morgado
- Edição: Tainá Diniz
- Finalização: Melissa Flores

## Vendas e certificações
| Região                                              | Certificação | Vendas   |
| --------------------------------------------------- | ------------ | -------- |
| Brasil (Pro-Música Brasil) DVD                      | 3× Platina   | 150,000* |
| Brasil (Pro-Música Brasil) CD/ÁLBUM                 | Ouro         | 40,000*  |
| *números de vendas baseados somente na certificação |              |          |

## Histórico de lançamento
| Região | Data                 | Formato(s)     | Gravadora(s) | Referência(s) |
| ------ | -------------------- | -------------- | ------------ | ------------- |
| Brasil | 29 de agosto de 2010 | CD DVD Blu-ray | Sony Music   |               |